# Estany de Banyoles
L'Estany de Banyoles és l'estany no litoral més gran de Catalunya en què neix aigua de forma natural. També és l'origen i principal signe d'identitat de la ciutat de Banyoles. Mesura aproximadament 2.150 m de llargada, la seva amplada màxima del lòbul nord és de 775 m i la del lòbul sud 725 m. La superfície és de 111,7 ha i la profunditat màxima és d'uns 40 o 44 m, tot i que hi ha llocs on s'ha descobert embuts de surgència que arriben als 120 m de profunditat. L'estany i la seva conca lacustre són considerats com el conjunt càrstic més extens de la península Ibèrica i un sistema ambiental de notable valor.
Situat a ponent del terme municipal de Banyoles, fou declarat per la Generalitat de Catalunya com a zona integrada en el Pla d'Espais d'Interès Natural (PEIN). El 2003 va ser inclòs en la Llista Ramsar de Zones Humides d'Importància Internacional i ha estat proposat per formar part de la xarxa Natura 2000, en l'àmbit de la regió mediterrània.
Durant la realització dels Jocs Olímpics d'Estiu de 1992 a la ciutat de Barcelona l'estany, i la població de Banyoles, albergaren la competició de rem.

## Formació de l'estany i la conca lacustre

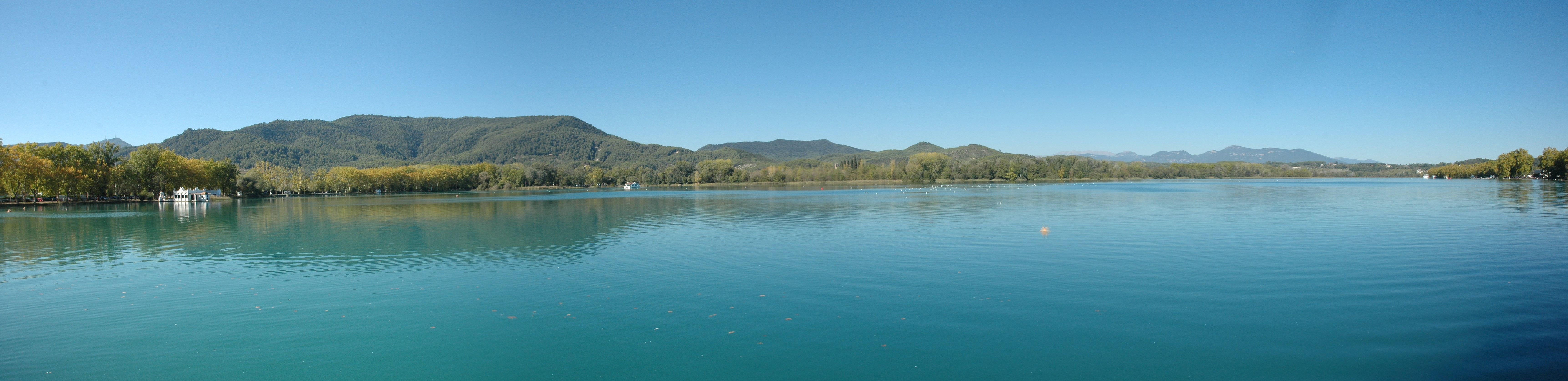
Panoràmica de l'estany

L'estany de Banyoles està situat al costat de la falla de l'Empordà, que separa un bloc de material impermeable, ara elevat a l'est de l'actual emplaçament de l'estany, d'un bloc format per materials calcaris, permeable, que forma el terreny propi on s'ubica el llac.
El trencament provocat per la falla hauria elevat una secció del terra, deixant al descobert, i formant una barrera al mateix nivell que la part no elevada, el material impermeable.
L'origen del llac es deu a les filtracions del riu Fluvià, més al nord, a través d'un conjunt d'estrats carstificats, sedimentats just a sobre de la capa impermeable. Al llarg del temps la carstificació (dissolució) del material calcari, ha creat una xarxa de drenatge que fa circular les aigües d'infiltració cap al sud, fins que troben la falla, entrant en contacte amb el material impermeable, que actua de barrera. No podent continuar la circulació horitzontal, aquesta prossegueix el camí verticalment, obrint-se un camí a través dels estrats permeables (calcari, guixos) fins a aflorar a la superfície formant un llac en forma de "8", resultat de la unió de dos embuts (o dolines d'enfonsament).
El primer Estany de Banyoles tenia una extensió molt superior a l'actual, inundant tota la seva zona de ponent entre sis i vuit metres per sobre del nivell actual.

## L'origen de les aigües

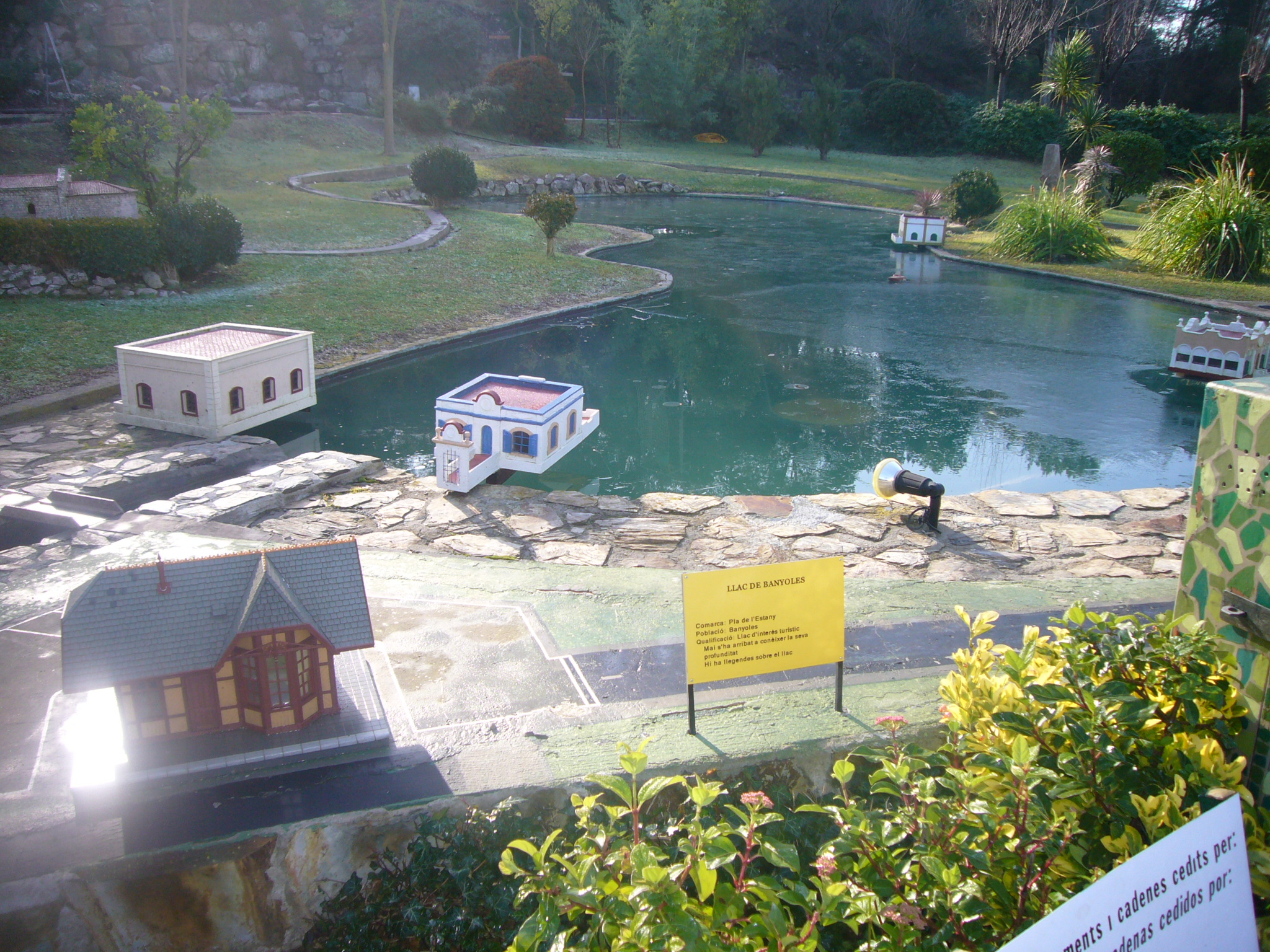
Maqueta a Catalunya en Miniatura de l'Estany de Banyoles

Molts autors creien que l'origen de les aigües de l'Estany estava relacionat amb pèrdues dels rius Ter i Fluvià. Els estudis de la segona meitat del segle xx, però, demostraren que l'Estany és alimentat de manera subterrània pels aqüífers provinents del nord i l'oest, a la zona de l'Alta Garrotxa.

### Entrada d'aigua
Les aigües de l'Estany provenen de l'Alta Garrotxa (des de Sadernes a Oix) on es filtren a través d'una suposada xarxa subterrània de canals, coneguda com a aqüífer confinat. L'aigua surt a l'exterior a tres nivells diferents i subterranis, formant la coneguda Conca Lacustre: 
- Pel Pla d'Espolla-Usall
- Pels estanyols de Sant Miquel de Campmajor
- Per l'Estany i estanyols de Banyoles-Porqueres.

L'Estany de Banyoles, però, també rep aigua superficial, a través de les rieres naturals d'entrada, tot i que només suposen el 10% de les aportacions totals d'aigua a l'Estany. Aquestes rieres són:
- Riera de les Estunes
- Riera del Vilà o Riera de les Deus
- Riera Marquès
- Riera dels Tanyers
- Riera Castellana
- Riera de Can Morgat
- Riera de Lió

### Sortida d'aigua
La sortida de l'aigua de l'Estany s'efectua, principalment, a través dels seus recs emissaris, els quals aboquen al riu Terri. D'altra banda, per facilitar la sortida d'aigua en moments de molta pluja, l'Ajuntament va construir, a principis dels '90, dos col·lectors que permeten controlar millor el nivell de les aigües.

#### Els recs

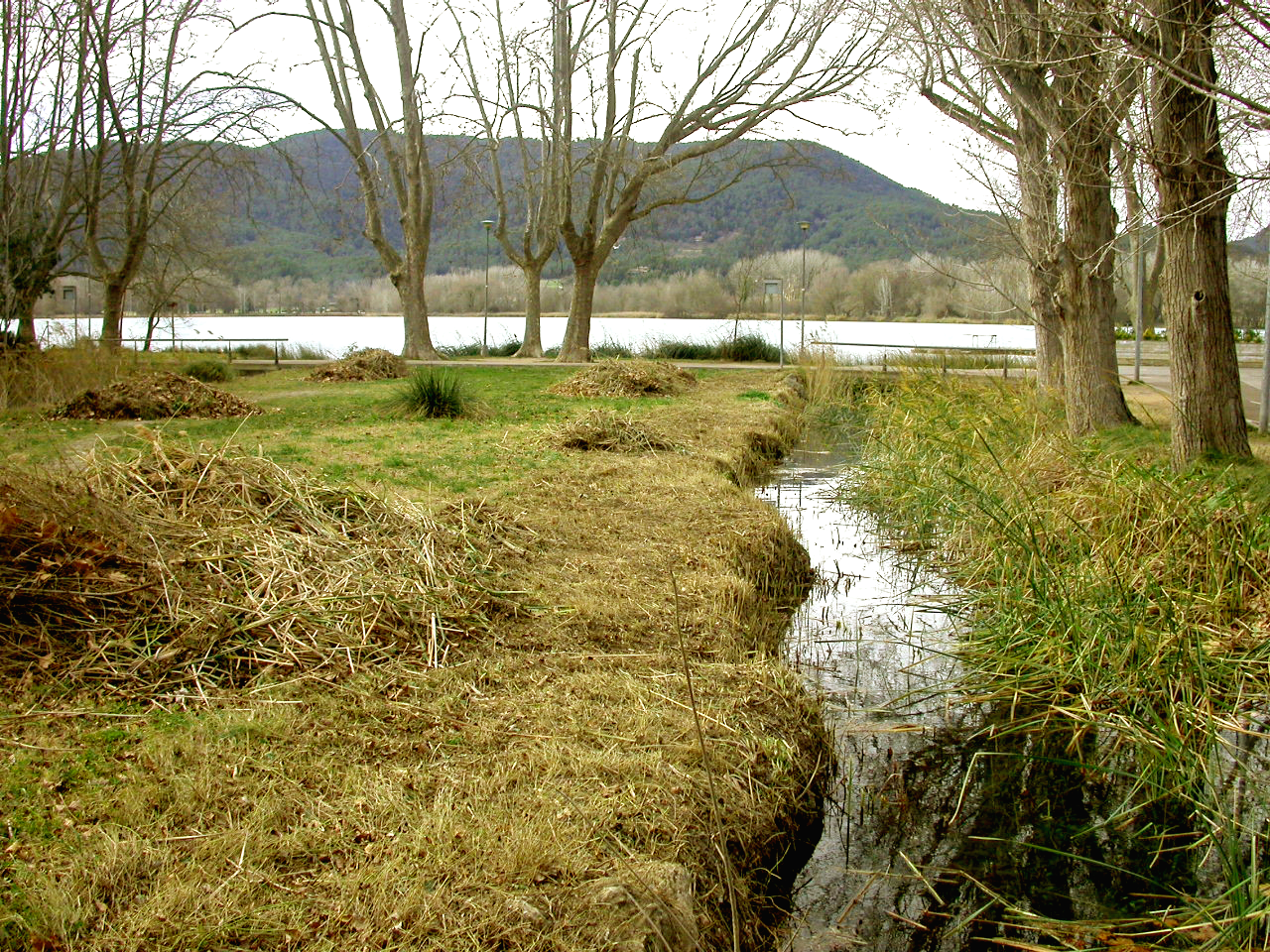
Vista del Rec de ca n'Hort

Amb la fundació del monestir de Sant Esteve de Banyoles, l'any 812, una de les primeres actuacions de l'orde benedictí va ser la construcció dels recs de sortida de l'Estany. Aquests recs són canals que creuen tota la ciutat des de l'Estany, multiplicant-se en nombrosos ramals, fins a desembocar al riu Terri, a la sortida del municipi.
Els recs actuals són: 
- Rec d'en Teixidor
- Rec de Ca N'Hort
- Rec de la Figuera d'en Xo
- Rec Major
- Rec de Guèmol

La construcció d'aquests recs va fer possible convertir Banyoles en un terreny habitable, de manera que entre el Monestir i l'Estany va anar creixent la ciutat. Els recs servien com a sobreeixidors naturals dels aiguamolls de l'Estany, evitant en moltes ocasions el seu desbordament, tot drenant-los de manera natural. Amb els anys, els recs foren usats pels habitants de diferents formes: com a rentadors, per a regar els camps i els horts i per a fer funcionar les pròsperes indústries (basades en els teixits, el paper, la farga, la farina, el cànem i l'adob de pells), de les quals en resten exemples com la Llotja del Tint o la Farga d'Aram.

## Els estanyols

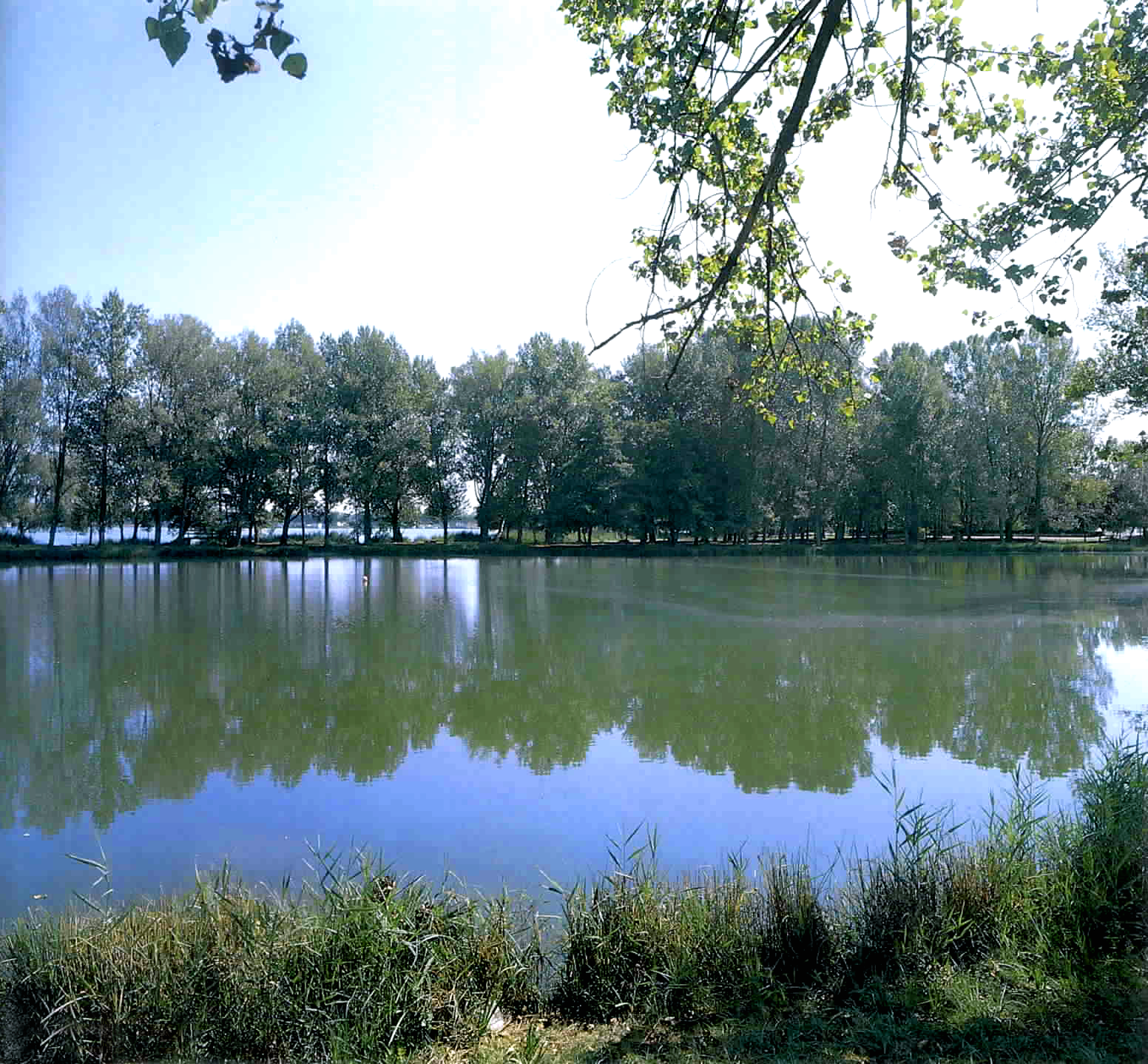
Vista de l'Estanyol del Vilar

La Conca Lacustre és un fenomen viu des dels seus orígens que al llarg dels anys ha donat lloc a la formació de diferents estanys i estanyols integrats en el fenomen lacustre. El darrer estanyol que sorgí, conegut com a Estanyol Nou o de Can Silet, tingué lloc ben recentment, el 12 de novembre del 1978.
Els estanyols són: 
- Estanyol del Vilar
- Estanyol de la Cendra
- Estanyol Gros de Montalt
- Estanyol Petit de Montalt
- Estanyol de N'Ordis o de Cutzac
- Estanyol d'En Sisó o Vermell
- Estanyol Nou o de Can Silet

Els estanyols es formen quan les aigües que circulen per l'aqüífer de calcàries es posen en contacte amb les capes superiors de guixos que es dissolen i produeixen grans cavitats o coves d'aigua a poca profunditat. Quan l'aqüífer disminueix el seu volum d'aigua i el terreny es col·lapsa, tenen lloc un seguit de sobtats enfonsaments del sòl que donen lloc a la formació d'estanys i estanyols arrodonits i de dimensions variables.
A la resta de la comarca, a Porqueres, Camós, Pujarnol, Sant Miquel de Campmajor, al Pla de Martís, i Usall, trobem també altres estanyols, brolladors, "reixorts" i aiguamolls tots relacionats amb la Conca Lacustre.
L'estanyol del Vilar rep una alta aportació de matèria orgànica i és un exemple de llac eutròfic. L'estanyol de les Guixeres, es localitza més al nord i és un dels menys coneguts. L'estanyol i brollador de Montalt i l'estanyol i brollador de la Cendra, són uns altres petits estanys que han estat objecte de molts estudis microbiològics. Aquest conjunt d'espais es coneixen popularment com "Aiguamolls de la Puda", i es localitzen a tocar del nucli urbà de Banyoles. Els problemes de conservació d'aquests espais són l'eutrofització de les aigües, l'expansió dels conreus de regadiu, l'enjardinament i la sobrefreqüentació humana. Hi ha hagut propostes d'integrar l'espai a la dinàmica social banyolina, ubicant un centre de natura en un antic balneari dels voltants i traçant itineraris de descoberta del medi.
L'estanyol de Can Cisó és un altre llac eutròfic i també se'n coneixen multitud de publicacions i estudis sobre les seves
comunitats bacterianes. L'estanyol Nou es localitza als voltants de l'anterior espai i comparteix bona part de les
seves característiques biològiques. Ambdós s'engloben sota el topònim "Estanyols de la riera Castellana".

## Fauna
Hi ha moltes aus que viuen a la zona de l'estany de Banyoles, especialment ànecs. Cal destacar el xarrasclet, xatrac menut, l'Ànec collverd, el cabussó emplomallat, la polla d'aigua i la fotja vulgar
Hi ha també amfibis que viuen a la vora del llac, com la granota pintada, el tòtil, la reineta, i el tritó verd. Entre els rèptils cal esmentar la tortuga d'estany, la serp d'aigua i la serp de Montpeller.
Entre els peixos del llac hi ha peixos autòctons, com la bavosa de riu, la bagra (Leuciscus cephalus), el barb (Barbus meridionalis), el jonqueter i l'anguila (Anguilla anguilla), així com aquells que pertanyen a la fauna exòtica i que s'han adaptat al llac, com la carpa, el gardí, el peix sol, el black bass i la gambúsia.
Hi ha altres espècies de peixos que hom sap que foren introduïdes al llac de Banyoles en el s. XIX i el s. XX, com el luci (Esox lucius), el carpí i el peix gat negre, però que no s'han pogut detectar en els darrers anys.

## Flora
Segons la quantitat d'aigua present al sòl, les diferents plantes aquàtiques se situen esglaonadament cobrint el límit de l'estany, fet que dona lloc a una típica distribució. Així, al perímetre de l'estany, estanyols i rieres es formen unes franges concèntriques com a cinyell vegetal. Es defineix, doncs, una zona de canvi entre el medi aquàtic i el medi terrestre on el gradient hídric és el principal factor que determina la situació de cadascuna de les espècies de plantes aquàtiques.
Segons el gradient hídric, trobem tres grups de plantes:
Els hidròfits: Són les plantes totalment submergides o que tenen, com a màxim, alguns òrgans flotants.
Els helòfits: Són plantes parcialment submergides, que arrelen sota l'aigua, però que tenen parts aèries erectes amb fulles i flors.
Els higròfits: Són plantes que viuen a la riba, ja fora de l'aigua però que requereixen una humitat considerable en el sòl per poder-se desenvolupar.
Les ribes de l'estany presenten una zonació típica: els herbassars subaquàtics de macròfits (hàbitat d'interès comunitari,
codi 3150) i la vegetació bentònica amb carofícies (hàbitat d'interès comunitari, codi 3140); la vegetació helofítica dels
canyissars (Phragmition australis) a les terres inundades de les vores de l'estany i les comunitats herbàcies de grans
ciperàcies (hàbitat d'interès comunitari prioritari, codi 7210); prats i jonqueres de sòls humits però emergits (hàbitat d'interès comunitari, codi 6410). Destaquen els prats de sòls humits calcaris (hàbitat d'interès comunitari, codi 6420), que
ocupen grans extensions. En conjunt la zona constitueix un extraordinari refugi d'espècies higròfiles, algunes d'elles molt
rares a Catalunya. Cal destacar l'interès que té el cinyell de vegetació helofítica per a l'ornitofauna nidificant i hivernal.
Dir, per acabar, que en aquest espai del PEIN es troba estrictament protegida pel Decret 328/1992, d'aprovació del PEIN,
la falguera Thelypteris palustris, que creix en llocs molt humits i ombrejats. Pel que fa a la vegetació arbòria es troben boscos de ribera amb vernedes (hàbitat d'interès comunitari, codi 91E0), alberedes i salzedes (hàbitat d'interès
comunitari, codi 92A0).

## Protecció de la zona
S'ha executat un programa LIFE (2003-2007) de recuperació de diverses zones humides, anomenat "Restauració dels ambients aquàtics de Porqueres i de Banyoles". Els espais recuperats són les Llacunes dels Amaradors, d'en Margarit, de l'Aulina, de l'Artiga i de la Deu de Can Morgat. En aquests nous espais s'ha detectat corriol petit, reineta, gripau corredor, granoteta de puntets i granota comuna.
L'espai de l'estany de Banyoles forma part de l'espai del PEIN i de la Xarxa Natura 2000 ES5120008 "Estany de
Banyoles".
Així mateix, l'Ajuntament de Banyoles i la societat civil de la ciutat i comarca en reclamen la seva declaració com a Parc Natural.

## Llegendes
La carpa Ramona és i sempre serà una carpa amb sobrepès, molt popular i coneguda a Banyoles, que s'exhibeix junt amb altres carpes a la Pesquera d'en Lero, que es troba junt l'estany de Banyoles i ara ubica la seu de l'Oficina de Turisme de l'estany. La seva presència i les dades que en Lero considerava interessants eren senyalades amb cartells de colors pastel que pintava ell mateix, a joc amb les barques i futbolins de la pesquera. Rep les visites de la gent que visita l'estany i la pesquera, i sembla que la major part li tira alguna cosa per menjar. A Banyoles és fruit de llegendes populars i exageracions sobre el que pot arribar a menjar, sobre el seu pes i la seva edat.